# Corcubión
Corcubión ist eine Gemeinde in der Provinz von A Coruña der Autonomen Gemeinschaft Galicien in Spanien. Corcubión liegt am gleichnamigen Fluss unweit Kap Finisterre sowie am verlängerten Jakobsweg, dem Camino a Fisterra.

## Geschichte
Der Naturhafen des Ortes war bereits in der Antike stark frequentiert, von manchen Historikern wird er mit dem Arretrebarum portus antiker Quellen gleichgesetzt. Der vermutlich aus dem keltischen stammende Namen des Ortes zeugt vom Alter der Siedlung.
Bis in das 13. Jahrhundert befand sich der Siedlungskern zum Schutz vor Angriffen von der Seeseite weiter landeinwärts.
Nach einer Beschreibung von 1742 lebten etwa 200 Einwohner in der Ortschaft, die vom Fischfang und von der Salzherstellung in Salinen lebten.
Später im 18. Jahrhundert übernahmen reiche katalanische Familien die Salinen und bauten sie erheblich aus. Dadurch erlebte der Ort einen wirtschaftlichen Aufschwung, der bis zum Anfang des 20. Jahrhunderts andauerte, dann aber von einer tiefen Wirtschaftskrise abgelöst wurde, die zu zahlreicher Emigration insbesondere in die Umgebung von Buenos Aires führte. Ein dort gegründeter Heimatverband hatte in der Hochzeit mit 3.000 Mitgliedern doppelt so viele Angehörige wie Corcubión Einwohner.

## Gemeindegliederung
Die Gemeinde Corcubión ist in zwei Parroquias gegliedert:
| Parroquias | Patrozinium | Einwohner 2024 | Fläche km² | Dichte Einw./km² | Höhe msnm | Ortskennzahl |
| ---------- | ----------- | -------------- | ---------- | ---------------- | --------- | ------------ |
| Corcubión  | San Marcos  | 1.443          | 1,34       | 1.077            | 11        | 15028010000  |
| Redonda    | San Pedro   | 204            | 5,01       | 41               | 70        | 15028020000  |

## Wirtschaft
| Ackerbau, Viehzucht und Fischerei                                                  | 024 | 04,35  |
| Industrie                                                                          | 068 | 012,32 |
| Bauwirtschaft                                                                      | 034 | 06,16  |
| Dienstleistungsbetriebe                                                            | 426 | 077,17 |
| Total                                                                              | 552 | 100,00 |
| * Daten aus dem Statistischen Amt für Wirtschaftliche Entwicklung in Galicien, IGE |     |        |